# 山崎昇 (参議院議員)
山崎 昇（やまざき のぼる、1922年（大正11年）6月28日 – 2007年（平成19年）4月29日）は、昭和期の地方公務員、労働運動家、政治家。参議院議員（3期）。

## 経歴
北海道出身。1940年（昭和15年）北海道庁立札幌第一中学校（現北海道札幌南高等学校）を卒業した。北海道庁に入庁し人事課勤務となる。
全道庁職員組合書記長、同委員長、全日本自治団体労働組合副中央執行委員長などを務め、1962年（昭和37年）全北海道労働組合協議会副議長に就任した。
1965年（昭和40年）7月の第7回参議院議員通常選挙に全国区から日本社会党公認で出馬して初当選。1971年（昭和46年）6月の第9回通常選挙、1977年（昭和52年）7月の第11回通常選挙で再選され、参議院議員に連続3期在任した。この間、社会党中央執行委員・国民運動局長、同中央選挙対策副委員長、参議院社会労働委員長、同公害及び交通安全対策特別委員長、社会党参議院政策審議会長などを務めた。
2007年4月29日、前立腺癌のため北海道札幌市白石区の病院で死去、84歳。死没日をもって正四位に叙される。

## 著作
- 『公務員賃金 : 国会における論争・私の主張』全日本自治団体労働組合、1976年。
- 『共済年金 : 国会での私の主張と改善点』全日本自治団体労働組合、1977年。
- 『行政組織定員 : 国会における論争-私の主張』全日本自治団体労働組合、1979年。
- 全日本自治団体労働組合編『公務員問題をめぐる国会論争』全日本自治団体労働組合、1982年。

## 栄典
- 1992年 - 勲二等旭日重光章[8]
- 2007年 - 正四位